# Литтенайм
Литтенайм (фр. Littenheim) — коммуна на северо-востоке Франции в регионе Гранд-Эст (бывший Эльзас — Шампань — Арденны — Лотарингия), департамент Нижний Рейн, округ Саверн, кантон Саверн.
Площадь коммуны — 4,21 км², население — 269 человек (2006) с тенденцией к росту: 294 человека (2013), плотность населения — 69,8 чел/км².

## Население
Население коммуны в 2011 году составляло 286 человек, в 2012 году — 297 человек, а в 2013-м — 294 человека.
| 1962 | 1968 | 1975 | 1982 | 1990 | 1999 | 2006 | 2008 | 2011 | 2012 | 2013 |
| ---- | ---- | ---- | ---- | ---- | ---- | ---- | ---- | ---- | ---- | ---- |
| 274  | 253  | 253  | 266  | 247  | 220  | 269  | 289  | 286  | 297  | 294  |

Динамика населения:

## Экономика
В 2010 году из 178 человек трудоспособного возраста (от 15 до 64 лет) 144 были экономически активными, 34 — неактивными (показатель активности 80,9 %, в 1999 году — 74,7 %). Из 144 активных трудоспособных жителей работали 139 человек (70 мужчин и 69 женщин), 5 числились безработными (трое мужчин и две женщины). Среди 34 трудоспособных неактивных граждан 2 были учениками либо студентами, 23 — пенсионерами, а ещё 9 — были неактивны в силу других причин.

## Достопримечательности (фотогалерея)

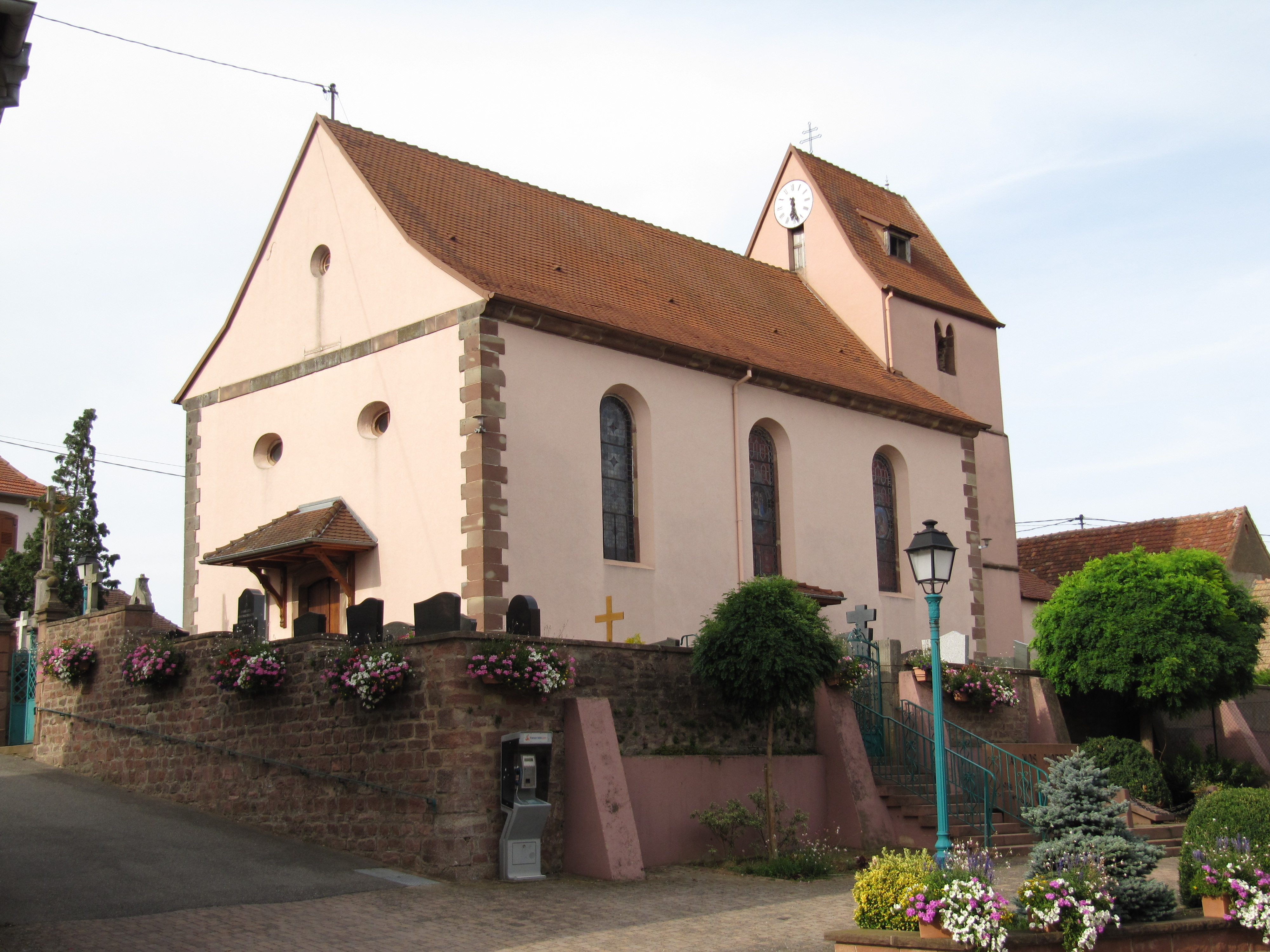
Церковь Сен-Пьер
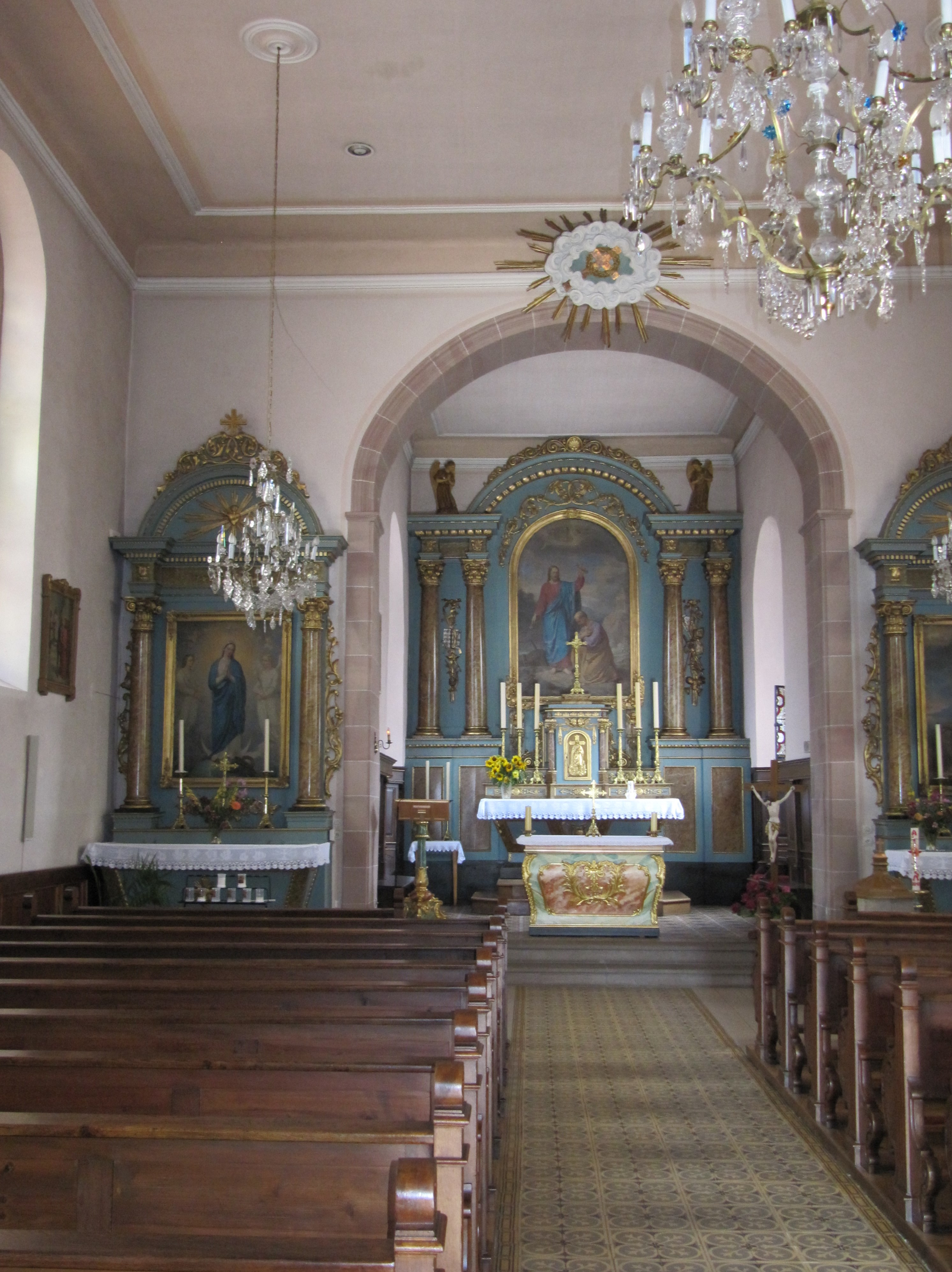
Интерьер